# Gadwal
Gadwal là một thành phố và khu đô thị của quận Mahbubnagar thuộc bang Andhra Pradesh, Ấn Độ.

## Địa lý
Gadwal có vị trí 16°14′B 77°48′Đ / 16,23°B 77,8°Đ Nó có độ cao trung bình là 325 mét (1066 feet).

## Nhân khẩu
Theo điều tra dân số năm 2001 của Ấn Độ, Gadwal có dân số 51.428 người. Phái nam chiếm 51% tổng số dân và phái nữ chiếm 49%. Gadwal có tỷ lệ 57% biết đọc biết viết, thấp hơn tỷ lệ trung bình toàn quốc là 59,5%: tỷ lệ cho phái nam là 67%, và tỷ lệ cho phái nữ là 48%. Tại Gadwal, 13% dân số nhỏ hơn 6 tuổi.